# Popis botaničkih vrtova u Hrvatskoj
Botanički vrt je znanstveno-istraživačka, nastavna i kulturno-prosvjetna ustanova u kojoj se nalaze kolekcije živih biljaka koje reprezentiraju raznovrsnost i bogatstvo biljnog svijeta. Uređuju se po fitogeografskom, sistematskom i ekološkom principu.
Botanički vrtovi u Hrvatskoj su:
- Botanički vrt Prirodoslovno-matematičkog fakulteta Sveučilišta u Zagrebu
- Botanički vrt ljekovitoga bilja "Fran Kušan" Farmaceutsko-biokemijskog fakulteta u Zagrebu
- Botanički vrt u Modrić-docu podno Zavižana u Nacionalnom parku Sjeverni Velebit
- Biokovski botanički vrt Kotišina JU „Park prirode Biokovo“
- Botanički vrt na Marjanu Prirodoslovno-matematičkog fakulteta u Splitu
- Botanički vrt na Lokrumu Instituta za more i priobalje Sveučilišta u Dubrovniku
- Botanički vrt Katovnica na otoku Hvaru, Starigradsko polje
- Primorski botanički vrt - stalni postav Prirodoslovnog muzeja Rijeka
- Školski botanički vrt OŠ „Ostrog“, Kaštel Lukšić
- Planinski botanički vrt na Sljemenu (zapušten)